# Thread hijacking
Il thread hijacking è un'espressione che indica un errore comune commesso da utenti inesperti nelle mailing list o nei forum. Commettere thread hijacking viene considerato una violazione della netiquette e può infastidire gli altri partecipanti alla discussione.

## Il threading

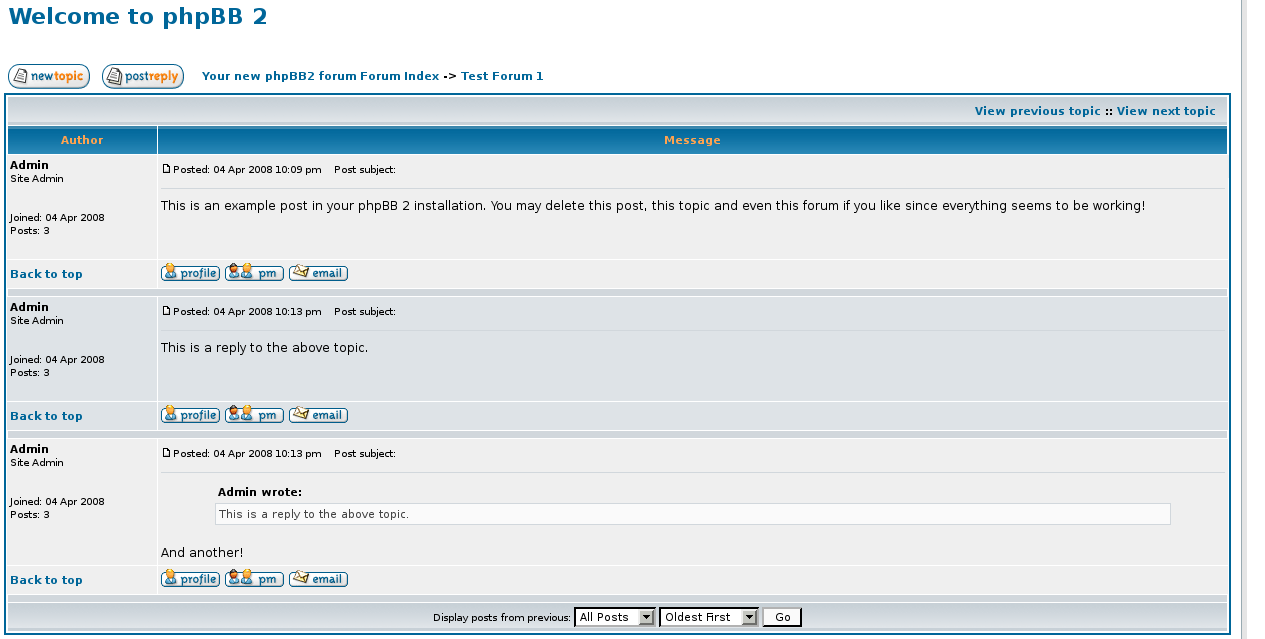
Esempio di thread

Nei forum e nelle mailing-list le discussioni sono racchiuse in thread. Nei forum è visivamente chiaro cosa sia il threading: è presente una pagina, detta "stanza", che racchiude tutti i messaggi di uno specifico argomento (o thread, in inglese). Nelle mailing-list il client email fa uso di vari header presenti nei messaggi per creare un albero della discussione. I client in grado di gestire questo albero di email (ad esempio il client web di Gmail) raggruppano gerarchicamente le email appartenenti alla stessa discussione.

## Forme di thread hijacking
Il thread hijacking può assumere principalmente due forme:
- Rispondere ad una discussione andando fuori tema
- Rispondere ad una discussione dirottandola

Nel primo caso (comune a forum e mailing-list) un utente che vuole iniziare una nuova discussione, anziché crearla scrivendo una nuova e-mail o un nuovo topic, risponde ad un vecchio messaggio cambiando l'oggetto della discussione e cambiando completamente argomento.
Nel secondo caso, riferito principalmente alle mailing-list, l'utente risponde correttamente ad una e-mail continuando la discussione, ma per un uso improprio dello strumento di scrittura e-mail o per l'uso di uno strumento non efficiente (accade soprattutto con software per cellulari), la discussione viene interrotta. Tecnicamente è come se si fosse iniziata una nuova discussione.

## Conseguenze del thread execution hijacking
La conseguenza del thread execution hijacking è generalmente la creazione di confusione nella discussione, l'infastidimento dei partecipanti alla discussione e spesso l'abbandono dei partecipanti nei casi in cui tale azione renda troppo difficoltoso seguire l'evolversi della discussione principale.

## Soluzioni
Per evitare il thread hijacking è consigliato creare una nuova discussione quando l'intervento che si vuole fare nella discussione assume la forma di un nuovo argomento. Spesso, per rendere l'evolversi della discussione comprensibile, si fa ricorso all'uso dei tag (parole o frasi racchiuse tra parentesi quadre). Ad esempio se una discussione evolve fino a non rispecchiare più l'argomento introdotto dal titolo o dall'oggetto lo si modifica con [WAS:], ad esempio: Nuovo argomento [WAS: vecchio argomento]. L'uso dei tag può essere utile anche se si affronta un argomento fuori tema rispetto alla mailing-list ma lo si considera comunque degno di nota, in questo caso si utilizza spesso il tag [OT] (acronimo di off-topic).